# Lycium andersonii
Lycium andersonii ist eine Pflanzenart aus der Gattung der Bocksdorne (Lycium) in der Familie der Nachtschattengewächse (Solanaceae).

## Beschreibung
Lycium andersonii ist ein 0,5 bis 3 m hoher, dicht verzweigter, mit Stacheln besetzter Strauch. Seine Laubblätter sind sukkulent, unbehaart oder dicht mit kurzen Trichomen besetzt. Ihre Länge beträgt 3 bis 35 mm, ihre Breite 1 bis 8 mm.
Die Blüten sind zwittrig, vier- oder fünfzählig und eiförmig. Der Kelch ist becherförmig, unbehaart oder dicht mit kurzen Trichomen besetzt und etwa 1,5 bis 3 mm lang. Die Länge der Kelchzipfel entspricht etwa 1/4 der Länge der Kelchröhre. Die Krone ist weiß bis blass purpurn gefärbt, die Länge der Kronröhre beträgt 4 bis 16 mm, die daran ansetzenden Kronlappen sind 1,5 bis 2 mm lang. Die Staubfäden sind an der Basis spärlich behaart oder unbehaart.
Die Frucht ist eine eiförmige bis elliptische, rote oder orange-rote Beere mit einer Länge von 3 bis 9 mm. Sie enthält eine Vielzahl von Samen.
Die Chromosomenzahl beträgt 2n = 24.

## Vorkommen
Die Art ist in Nordamerika verbreitet und kommt dort in den Mexikanischen Bundesstaaten Baja California, Baja California Sur, Sinaloa und Sonora sowie in den US-amerikanischen Bundesstaaten Arizona, Kalifornien, Nevada und Utah vor.

## Systematik

### Innere Systematik
Innerhalb der Art werden vier Varietäten unterschieden:
- Lycium andersonii var. andersonii
- Lycium andersonii var. deserticola (C.L.Hitchc.) Jeps.
- Lycium andersonii var. pubescens S.Watson
- Lycium andersonii var. wrightii A.Gray

### Äußere Systematik
Innerhalb der Bocksdorne (Lycium) wird die Art nach phylogenetischen Untersuchungen in eine Klade mit anderen nord- und südamerikanischen Arten der Gattung gruppiert. Die Art ist nahe verwandt mit Lycium americanum, Lycium infaustum, Lycium exsertum, Lycium fremontii, Lycium parishii, Lycium texanum, Lycium torreyi, Lycium berlandieri, Lycium elongatum, Lycium athium und Lycium minimum.